# عیوشان سیل
ایوشان سیل، روستایی از توابع بخش زاغه شهرستان خرم‌آباد در استان لرستان ایران است.

## جمعیت
این روستا در دهستان قائدرحمت قرار دارد و براساس سرشماری مرکز آمار ایران در سال ۱۳۸۵، جمعیت آن ۲۲۳ نفر (۴۳خانوار) بوده‌است این روستا از طایفه قائدرحمت هستند و جزیی از مردم لک محسوب میشوند